# Joe Mann

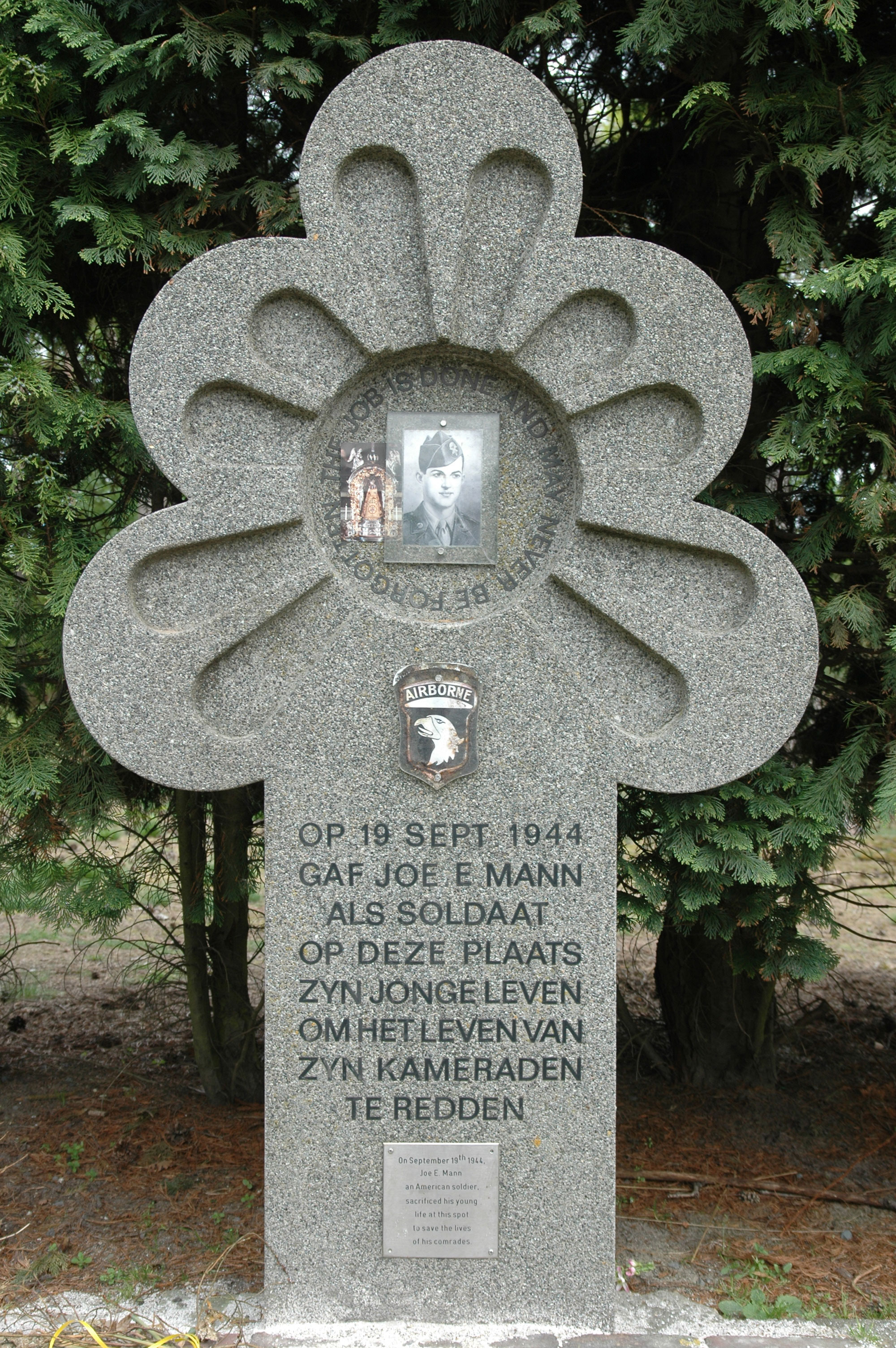
Het Joe Mann-monument aan de Boslaan-zuid nabij het Wilhelminakanaal, in de gemeente Best.

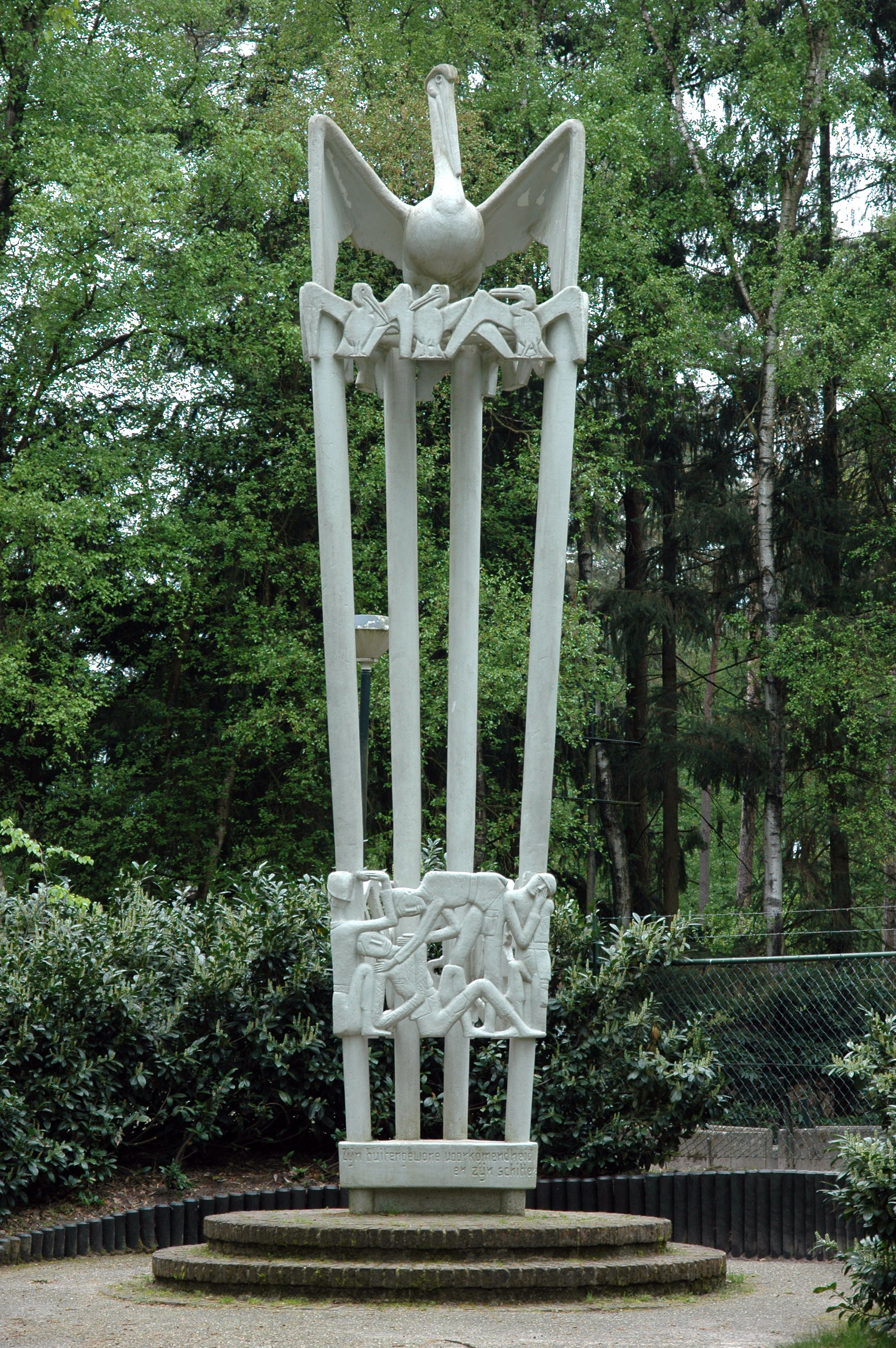
Het Joe Mann monument bij het Joe Mann-theater aan de Sonseweg in de gemeente Best.

Joe Eugene Mann (Reardan, Washington, VS, 8 juli 1922 - Best, 19 september 1944) was een Amerikaans soldaat in de Tweede Wereldoorlog.
Hij diende als Private First Class (Pfc.) in Company H, 502nd Parachute Infantry Regiment, 101e Luchtlandingsdivisie van het Amerikaanse leger gedurende Operatie Market-Garden in september 1944.
Joe Mann stierf in de Nederlandse gemeente Best door zich op te offeren voor zijn medesoldaten. Hij ligt begraven op Greenwood Memorial Terrace in Spokane in de staat Washington (VS).

## Pfc. Joe E. Mann tijdens Market Garden

### 17 september 1944
Bij de luchtlandingen op zondag 17 september 1944, onderdeel van Operatie Market-Garden, landde Pfc. Joe E. Mann in dropzone B nabij Son en Best. Na de vernietiging van de brug over het Wilhelminakanaal bij Son stuurde generaal Taylor een compagnie, waaronder Joe Mann, naar de brug over het Wilhelminakanaal bij Best om te kijken of die nog intact was en zo mogelijk te bezetten. De brug bij Best zou geen grote omweg zijn voor de opmars naar Arnhem.
In de bossen tussen Best en Son bevonden zich sterkere Duitse troepen dan verwacht. De diverse Amerikaanse pelotons die op weg waren naar de brug raakten het onderlinge contact kwijt. De opdracht bleek onuitvoerbaar en de compagnie trok zich terug, behalve een groep van achttien mannen onder leiding van luitenant Ed Wierzbowski. Zij wisten niet van de terugtrekking en bleven achter langs het kanaal. Het Amerikaanse hoofdkwartier raakte daar niet van op de hoogte. Wierzbowski hield zich aan zijn oorspronkelijke opdracht om de brug in te nemen. Zijn groep lag, in de stromende regen, voortdurend onder vuur; dat ging door tot 3 uur in de nacht.

### 18 september 1944
In het ochtendlicht zagen de mannen dat ze tegenover een overmacht aan Duitse troepen lagen. De brug werd om 11 uur opgeblazen, waarmee hun opdracht niet langer uitvoerbaar was.
Twee man, Mann en Hoyle, deden een uitval en stelden met een bazooka twee Duitse 88mm-kanonnen buiten gevecht. Mann raakte door twee kogels gewond aan beide schouders. Later werd het groepje aangevallen door een Hawker Typhoon die hen voor Duitsers aanzag; daarbij raakte niemand gewond.
Om drie uur in de middag zetten de Duitsers een aanval in, die werd afgeslagen. Daarbij werd soldaat Luther gedood, en genieofficier luitenant Watson en soldaat Northrup raakten gewond, en ook Mann werd weer tweemaal geraakt. Allebei zijn armen werden verbonden en hij kon ze niet meer gebruiken.
Later deden luitenant Laier en sergeant Betras een uitbraakpoging om hulp te halen. Die mislukte, beiden raakten gewond. Luitenant Laier gaf zich over en sergeant Betras kwam weer terug.
Korporaal Corman roeide met een bootje het kanaal over en haalde verbandmateriaal op bij Engelsen aan de zuidkant van het kanaal. De Engelsen probeerden op verzoek van luitenant Wierzbowski om zijn positie aan het hoofdkwartier door te geven, maar dat lukte niet. De Amerikanen staken niet het kanaal over, omdat de Engelsen zeiden dat er gauw hulp zou komen.
Weer later stuitte een patrouille van E-compagnie toevallig op de groep mannen; later vertrokken ze weer. Ook zij gaven niet door dat er een groep mannen in de buurt van de brug zat, maar wel dat de brug inmiddels was vernield.
In het begin van de avond werd de groep versterkt door een verdwaald peloton van D-compagnie onder leiding van luitenant Mottala. Die besloot die nacht daar te blijven. Midden in de nacht volgde een aanval door de Duitsers. Mottala en zijn mannen staken daarna het kanaal over naar de Engelsen. De mannen van Wierzbowski, oververmoeid en in slaap, wisten dat niet. De Engelsen namen de gewonden van Mottala mee, denkend dat de groep van Wierzbowski overgestoken was; zij berichtten dus niemand over het achtergebleven peloton.
Kolonel Michaelis heeft al op deze dag de eenheid van Wierzbovski als verloren opgegeven.

### 19 september 1944
In de ochtend was er dichte mist. Ook de Duitsers dachten dat er geen Amerikanen meer waren na het oversteken van Mottala's groep. Een Duitse patrouille stuitte op de groep van Wierzbowski.
Mann zat met zes anderen in een schuttersput . Er volgde een gevecht waarbij handgranaten werden gebruikt, o.a. door sergeant Betras. Er ontplofte een granaat in het gezicht van Laino, die daardoor niet meer kon zien. Hij voelde even later nog een andere granaat vallen en gooide die terug. Lawrence Koller werd door een kogel in de slaap geraakt; hij overleefde het.
Een volgende granaat kwam bij Mann terecht. Die kon hem niet teruggooien wegens de verwondingen aan zijn armen. Hij riep: Grenade! en gooide zich ruggelings op de granaat. Hij stierf kort na de ontploffing.
Dankzij zijn opoffering werden er van de zes mannen in de kuil slechts drie vrij lichtgewond, nl. Anthony Atayde, soldaat Paxton en luitenant Wierzbowski; de rest bleef ongedeerd.
De Duitse aanval hield aan en Wierzbowski besloot tot overgave. Bij een grootscheepse aanval later op die dag wist de groep zich weer te bevrijden, en nam daarbij hun bewakers gevangen. Voor de verovering van het gebied bleek een halve divisie, met tanks, nodig te zijn.

## Na Manns dood
Mann werd begraven op de Netherlands American Cemetery and Memorial in Margraten in Nederland.
Op 8 juni 1949 werd zijn lichaam overgebracht naar de VS, waar hij met militaire eer werd herbegraven op Greenwood Memorial Terrace in Spokane in de staat Washington.
Het verhaal van Pfc. Joe E. Mann werd pas later bekend in de regio, door een publicatie van Cees Wittebrood in de "Bata Koerier" van 22 oktober 1954. Dit was de aanleiding voor de bouw van het Joe Mann-theater (1954) en het Joe Mann-oorlogsmonument in 1956.

## Eerbetoon
Op 30 augustus 1945 kreeg Pfc. Joe E. Mann voor zijn daden postuum de hoogste Amerikaanse militaire onderscheiding: de Medal of Honor.
In het gebied waar hij stierf zijn diverse zaken die aan Mann herinneren:
- Het "Joe Mann" natuurtheater, een openluchttheater in de bossen langs de Sonseweg in Best (51° 30′ 46″ NB, 5° 26′ 4″ OL).
- De toegangsweg naar het theater heet Joe Mannweg.
- Bij het natuurtheater staat het Joe Mann monument[6][7], ontworpen door Ad Berntsen, onthuld op 17 september 1956 door Manns ouders. Het is uitgevoerd in beton en 6,5 m hoog. Op het monument is verbeeld hoe Mann om het leven kwam. Bovenop staat een pelikaan, symbool van opofferingsgezindheid, met jongen.
- Naast het natuurtheater staat het Joe Mannpaviljoen, een horecagelegenheid.
- Jaarlijks wordt in februari in de bossen rond het natuurtheater de Joe Mann bosloop gelopen, een atletiekevenement waaraan regionale atletiekverenigingen deelnemen.
- Bij de plaats waar Mann is gesneuveld (51° 30′ 10″ NB, 5° 25′ 9″ OL), aan de Boslaan-zuid in Best, nabij het Wilhelminakanaal, staat een monument voor hem, ontworpen door A. Jacobs[8]. Het is in 1984 onthuld, door zijn zuster.

Het Amerikaanse leger heeft een schip naar hem genoemd, USNS Private Joe E. Mann.